# ناتالیا ملیکیان
ناتالیا ملیکی ملیکیان (ارمنی: Նատալյա Մելիքի Մելիքյան زاده ۱۹ مهٔ ۱۹۰۶ – درگذشته ۲۵ ژوئیهٔ ۱۹۸۹) زیست‌شناس اهل ارمنستان بود.

## زندگی‌نامه
وی در ۱ ژوئن [سبک قدیمی: ۱۹ مه] ۱۹۰۶ از والدینی به نام‌های ملیک تر-ملیکستیان و ماریام مکرتچیان در روستای مورشودالی به دنیا آمد. وی خواهر گئورگ ملیکیان بود. وی در بین سال‌های ۱۹۲۸ تا ۱۹۳۱ در دپارتمان زیست‌شناس دانشگاه دولتی ایروان تحصیل نمود. بین سال‌ها ۱۹۶۲ تا ۱۹۷۷ ملیکیان ریاست دپارتمان کالبدشناسی و فیزیولوژی گیاهی دانشگاه دولتی ایروان را برعهده داشت. وی همچنین برندهٔ جوایزی همچون نشان برجسته افتخار (۱۹۵۳)، نشان پیش‌کسوت کار و دانشمند شایسته ارمنستان شوروی شده است. وی در ۲۵ ژوئیهٔ ۱۹۸۹ در سن ۸۳ سالگی در ایروان درگذشت.

## نگارخانه

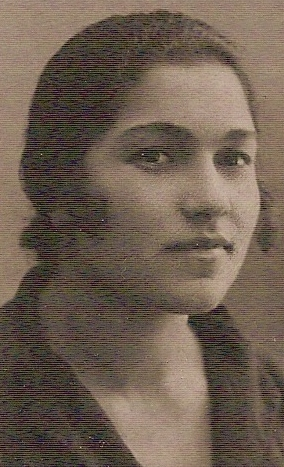
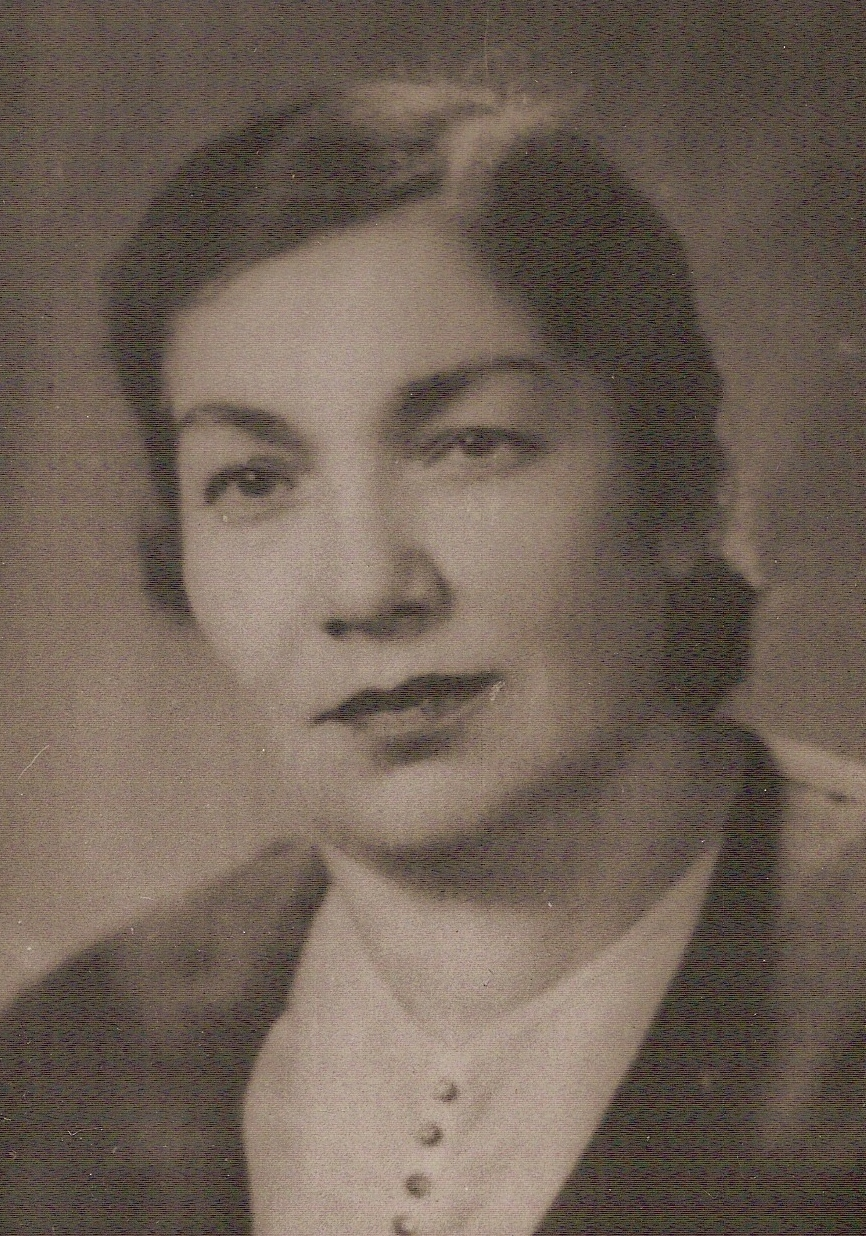
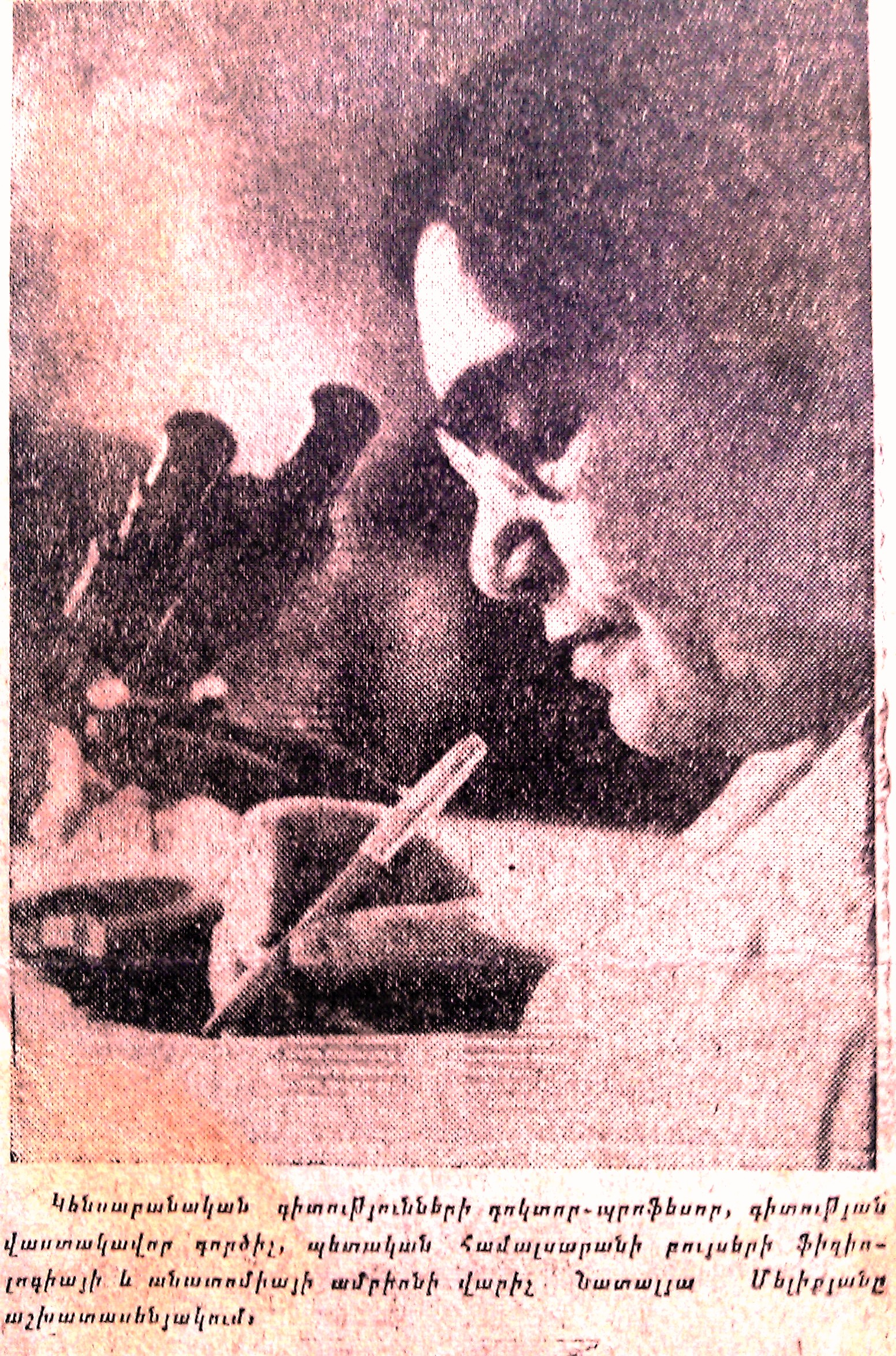
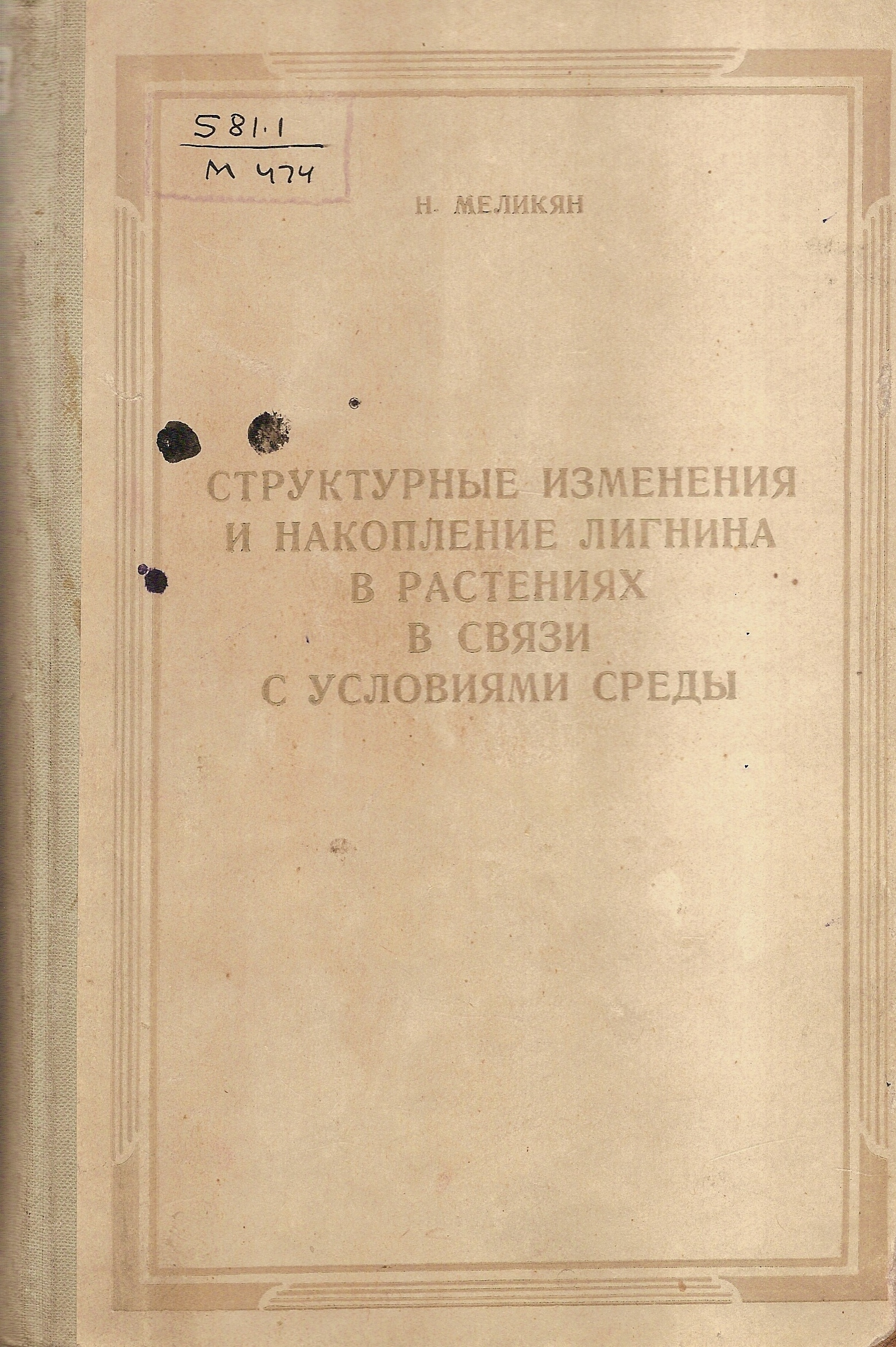